# 秋田県立小泉潟公園
秋田県立小泉潟公園（あきたけんりつこいずみがたこうえん）とは、秋田県秋田市にある県立公園である。

## 概要
秋田県秋田市金足鳰崎地区に造られている公園である。南北に広がる湖沼の男潟と女潟を中心に整備されていて、散策やリクレーションの場としてたくさんの人が訪れている。
男潟と女潟は、その湿原植物群落が、1987年3月に秋田県指定の天然記念物に指定されている。
また、『寛政六郡記』には次のように記されている。「秋田郡小泉村に男潟女潟という沼があって、田畑の用水に使われている。男潟と女潟の間に御鷹野橋がある。佐竹義処が休憩した場所が、村から北の少し高い場所にある。また、御舟のうち一艘は朽ちて、一艘は沼に沈んだ。里の人はこの舟は沈んで竜になったと噂した。その後、この沼で舟に乗ることはできず、のれば必ず害があった。それため、飯櫃型の桶を作って運用した。これは害が無いと言うことであった。しかし石井忠行は「此の記は誤謬が多い」と記している。
園内には秋田県立博物館（旧奈良家住宅）、日本庭園の水心苑、菖蒲園がある。また、多目的広場やグリーンスロープ、大型遊具、噴水広場、野外ステージ、テニスコート、サイクリングロード、フィールドアスレチックも整備されている。

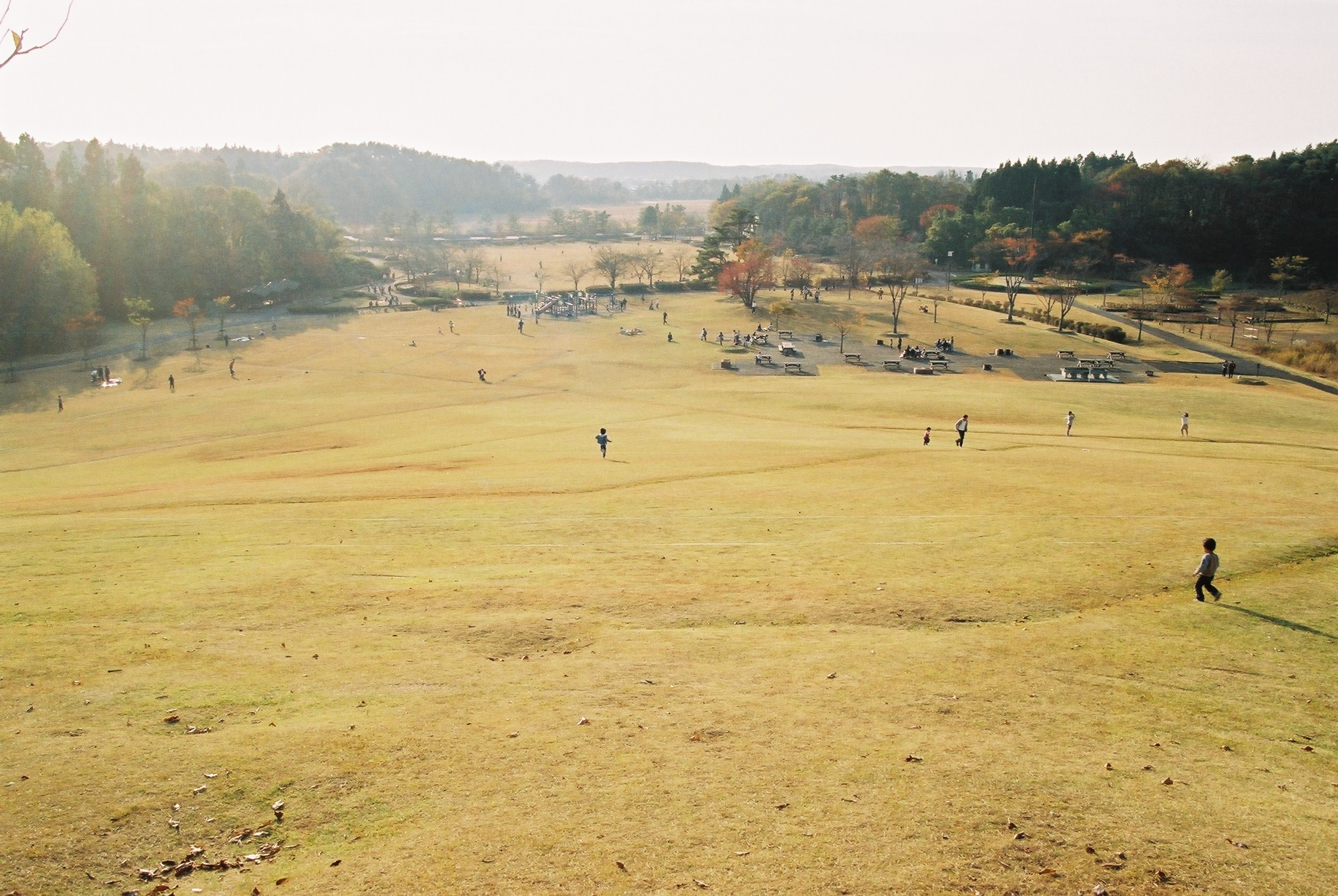
広場
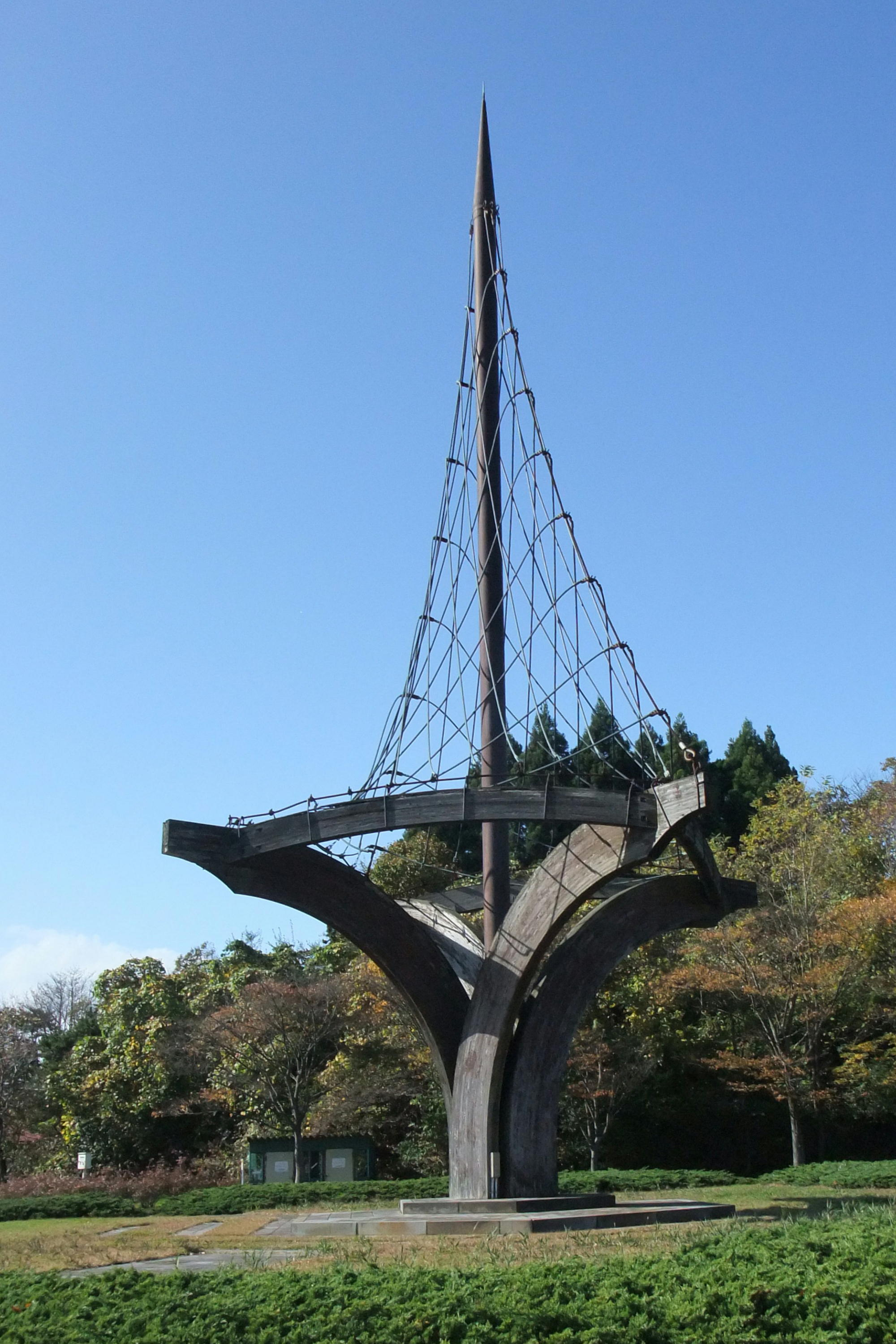
小泉潟公園のオブジェ
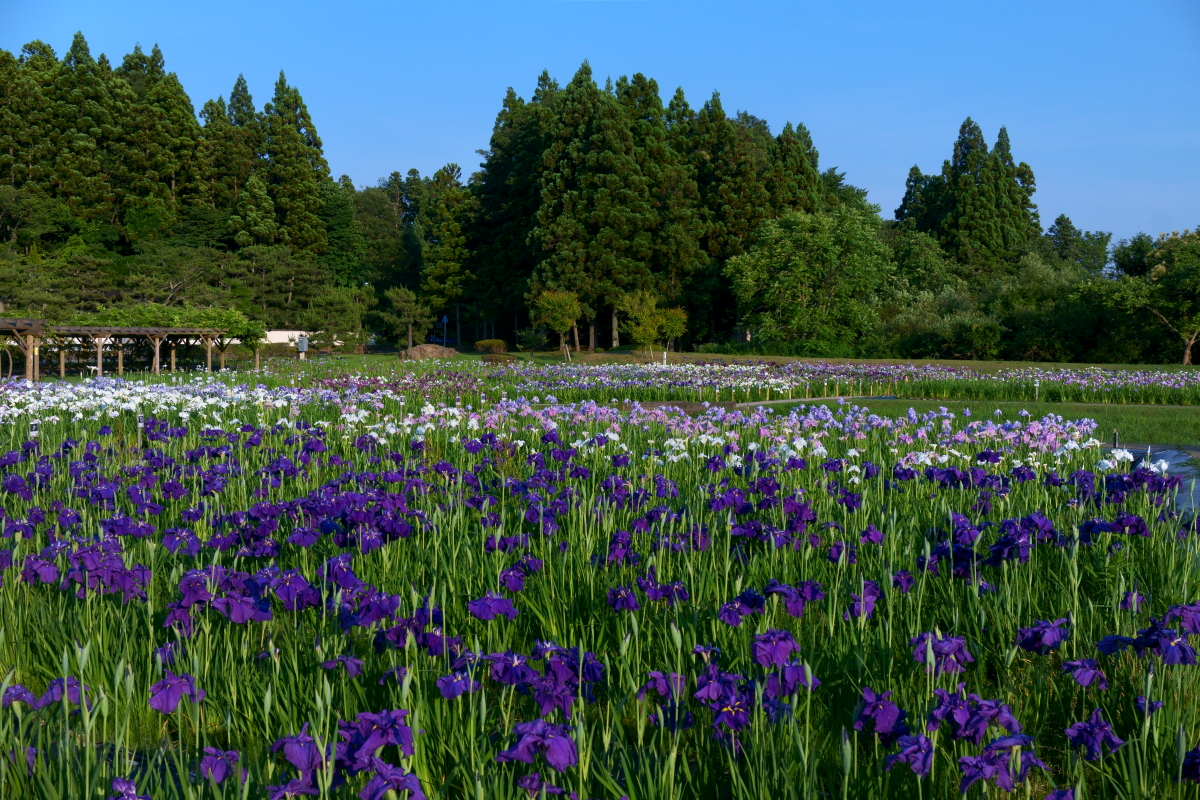
菖蒲園

## 水心苑

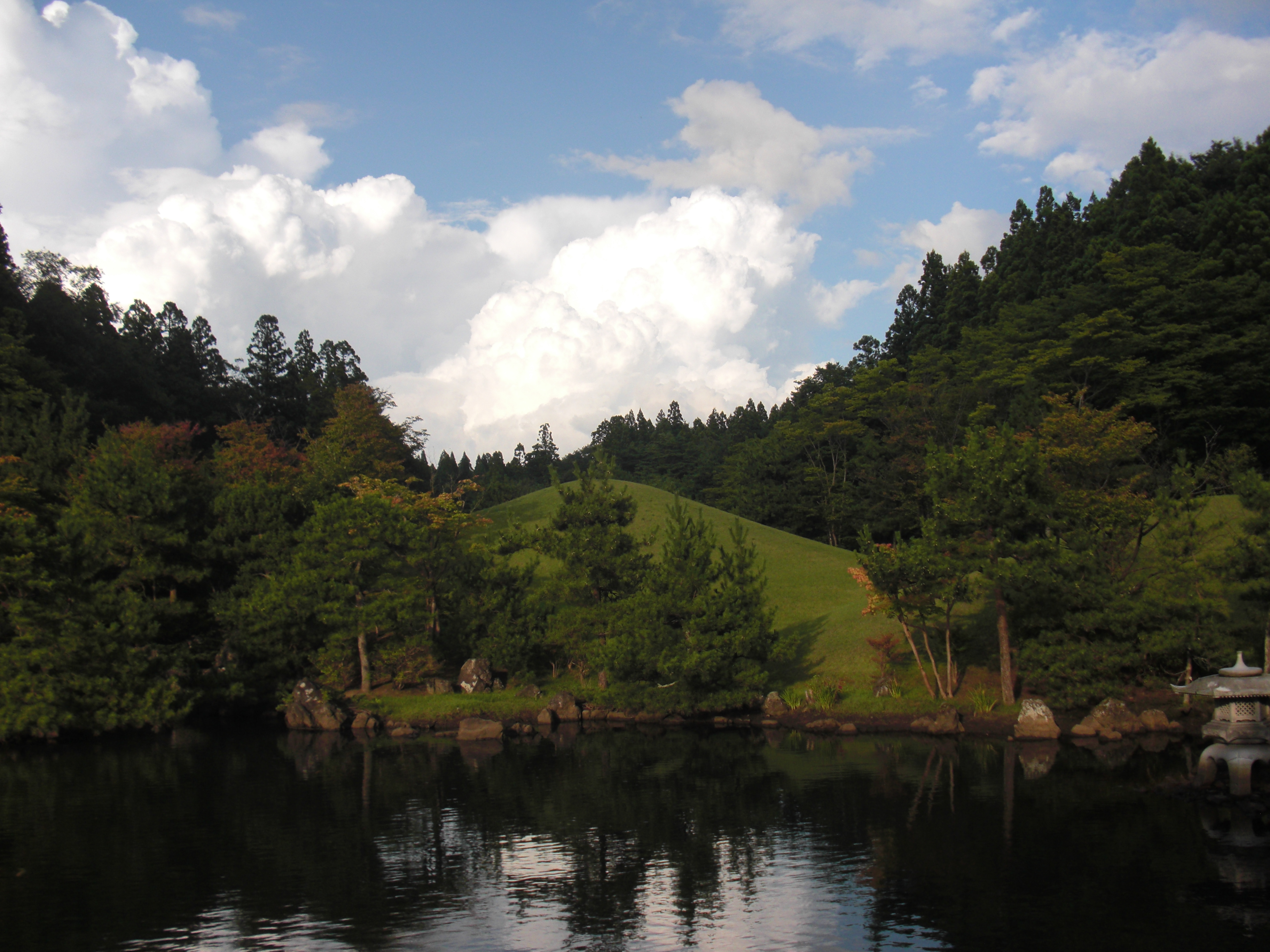
水心苑下の池

1979年4月に開園した水心苑は、当公園の中にある本格的日本庭園である。石川理紀之助の「足引きの　山田に落ちて　行水の　心易くも　身はなりにけり」という一首から名付けられた。石川理紀之助は豪農奈良家の分家出身で、生家もこの小泉潟の近くにあった。水心苑は田治六郎の設計による秋田県最初の廻遊式日本庭園である。障害者にも楽に見学できるように設計されていて、3年の歳月と10億円の工費で完成した。この前年の1978年10月には、第2回全国育樹祭に出席のために来県していた皇太子（後の明仁上皇）夫妻が、水心苑において、地元の子供たちと共に記念植樹を実施した。